# Jeanne Baptista Josefina van Nassau-Siegen
Jeanne Baptista Josefina van Nassau-Siegen (Roermond, 16 januari 1680 - Bergen, Henegouwen, 19 april 1745) werd geboren als dochter van Johan Frans Desideratus van Nassau-Siegen en Isabella Clara du Puget de la Serre. Op 7 oktober 1702 werd zij kanunnikes van Sint-Waldetrudis te Bergen. 
Na de dood van hun vader op 17 december 1699 werden haar broers Alexis, Frans Hugo en Emanuel Ignatius baron van Ronse. Op 11 oktober 1715 kreeg Frans Hugo de volledige controle over de baronie van Ronse. Na de dood van haar broers Frans Hugo en Emmanuel Ignatius in 1735 erfde Jeanne de 2/3 van de baronie. Bij het overlijden van haar broer Willem Hyacinthus verkreeg ze het laatste derde. Vervolgens verkocht ze op 21 maart 1745 de baronie aan de familie van Merode. Kort daarop overleed zij.